# Eleições parlamentares no Turcomenistão em 1999
As eleições parlamentares turcomenas foram realizadas em 12 de dezembro de 1999. Todos os 104 candidatos para as 50 cadeiras eram membros do Partido Democrata do Turcomenistão, o único partido legal na época. A participação eleitoral foi de 99,6%. Após a reunião, a Assembleia declarou Saparmurat Niyazov, então presidente do Turcomenistão, presidente vitalício.

## Resultados
| Partido         | Partido | Líder              | Votos     | %   | Assentos |
| --------------- | ------- | ------------------ | --------- | --- | -------- |
|                 | PDT     | Saparmyrat Nyýazow | 2,224,537 | 100 | 50 / 50  |
| Inválidos/Nulos |         |                    |           |     |          |
| Total           | Total   | Total              | 2,224,537 | 100 | 50 / 50  |